# Vyšná Sitnica
Vyšná Sitnica – wieś (obec) na Słowacji położona w kraju preszowskim, w powiecie Humenné. Pierwsze wzmianki o miejscowości pochodzą z roku 1430.
Według danych z dnia 31 grudnia 2012, wieś zamieszkiwały 392 osoby, w tym 202 kobiety i 190 mężczyzn.
W 2001 roku rozkład populacji względem narodowości i przynależności etnicznej wyglądał następująco:
- Słowacy – 97,09%
- Czesi – 0,24%
- Rusini – 0,24%
- Ukraińcy – 0,24%

Ze względu na wyznawaną religię struktura mieszkańców kształtowała się w 2001 roku następująco:
- Katolicy rzymscy – 90,05%
- Grekokatolicy – 7,77%
- Nie podano – 2,18%